# Toyota Aygo X
Toyota Aygo X je automobil patřící do třídy městských crossover automobilů, který od roku 2022 vyrábí japonská automobilka Toyota. Vůz nahradil model Toyota Aygo vyráběný ve stejném závodě od roku 2005 do roku 2022.

## Představení
Model byl poprvé představen jako koncept 17. března 2021 pod názvem Aygo X Prologue. Koncept byl navržen centrem Toyota Motor Europe ED2 ve Francii, nicméně produkční model byl navržen Toyota Motor Europe v Belgii a představen 5. listopadu 2021. "X" v názvu je vyslovováno jako "Cross" a slouží k zařazení do kategorie crossoverů, stejně jako Yaris Cross nebo Corolla Cross.

## Specifikace
Aygo X je postaveno na zkrácené verzi platformy TNGA GA-B . Platforma je odlišná od svého předchůdce Aygo, nicméně model je rovněž vyráběn v kolínské Toyotě. Motor o objemu 1,0l a výkonu 72 koní je kombinován s manuální nebo automatickou převodovkou.

## Facelift
Facelift modelu Aygo X byl představen 2. června 2025. Co se týká faceliftu, došlo ke změně přední masky včetně světlometů a kapoty. Dále došlo ke změně volantu, multimediálního systému a přidání USB-C konektorů a byl aktualizován bezpečnostní a asistenční systémy s technologií Toyota Safety System. Kvůli umožnění hybridního pohonu došlo ke změně středového panelu.

## Bezpečnost
Aygo X ve své standardní evropské konfiguraci obdrželo v hodnocení Euro NCAP 4* v roce 2022.